# Стендап комедија
Стендап комедија (енгл. stand-up comedy) жанр је комедије у којем комичар наступа уживо пред публиком, углавном директно се обраћајући тој публици. Извођач је обично познат као комичар, стендап комичар, стендап забављач (енгл. stand-up comedian) или једноставно стендап (енгл. stand-up). У стендап комедији, комичар најчешће рецитује низ смешних прича, вицева или бонмота који се углавном називају монологом, рутином или актом. Неки стендап комичари користе реквизите, музику или мађионичарске трикове да би употпунили свој наступ. Стендап комедија се обично изводи у комичарским клубовима, баровима, ноћним клубовима, необурлескама, колегијумима, позориштима и сл. Поред наступања уживо, стендап се све више практикује објављивањем видео-снимака на интернету и телевизији, а значајан је и DVD/CD формат.

## Опис
У стендап комедији, подршка публике је тренутна и од кључног значаја за комичарев наступ. Публика од стендап комичара очекује равномерно излагање хумористичног садржаја, а извођач је готово увек под притиском да погоди праву реч у правом моменту. Глумац Вил Ферел који игра у филмским комедијама, стендап комедију је назвао „тешком, усамљеном и злобном”.
Иако стендап комедија може да укључује само једног комичара, у већини организованих наступа појављује се њих више. Тако постоје два формата наступа: хедлајн (енгл. headline — наслов, увод) и шоукејс (енгл. showcase — излагање). У првом формату, формату са уводничарским делом, најчешће је публици представљен чин отварања који је заправо представљање других комичара од стране домаћина (енгл. host, compère; фр. compère — помагач, компер) односно уводни говор водитеља (енгл. master of ceremonies, MC — церемонијал мајстор, ем-си); овиме се публика ’загрева’ пред главне наступе тако што ем-си разговара са људима у тој публици, чита им обавештења и представља извођаче који ће да их забављају. После овога следе један или два „средња” или „одабрана” (енгл. middle, featured) наступа, која комичари изводе отприлике 15—20 минута. Након овога наступ изводи хедлајнер (енгл. headliner), главни комичар који публику забавља нешто дуже. Шоукејс формат се састоји од неколико наступа извођача који трају отприлике исто време, а комичари наступају најчешће у мањим клубовима попут „Комеди селара” на Менхетну или „Жонглерса” у Лондону. Наступи у већим дворанама нису немогући; у овом случају се представља неколико веома познатих комичара који ће да привуку пажњу те се тако створе услови за закупљивање већег простора који индивидуални комичари не могу да добију. У шоукејс формату се такође може појавити и ем-си као и у хедлајн формату.
У многим мањим клубовима се одржавају тзв. опен мик ивенти, где свако може да се попне на позорницу и наступа пред публиком, чиме се нуди шанса аматерским извођачима да пробију лед и можда постану професионалци, али и онима који су то већ постали да усаврше своје наступе.
Како само име говори, стендап (енгл. stand-up — досл. на ногама, стојећи, усправно) комедија се изводи односно стендап комичари своје наступе изводе стојећи, с тим да стајање није потпуно обавезно.

## Медији
Велика већина стендап комичара из ере водвиља своју је популарност стекла преко радија. Углавном су своје програме започињали тематским монолозима за које су карактеристична извођења у слободном темпу и дискусије о било чему — однедавно снимљених филмова до пропуштених рођендана. Настојало се да сваки програм буде подељен у уводни монолог, музичку изведбу, а потом изведбу скеча или излагања низа забавних прича. Завада (енгл. feud) Фреда Алена и Џека Бенија била је тема комичара скоро једну деценију.
ХБО је првобитно приказивао изведбе комичара без цензуре, почев од наступа Роберта Клајна 1975. године, а за циљ је имао заинтересовати већи број гледалаца за ову врсту комедије. Џорџ Карлин је био многогодишњи миљеник публике, који се појавио у 14 ХБО-ових комичарских специјала.
Настављајући ову традицију, већина модерних стендап комичара користила је телевизију или дугометражни филм како би била препозната односно како би стекла популарност коју је било немогуће стећи наступањем искључиво у круговима комичарских клубова.
Од средине прве деценије 2000-их, дељење видеа на интернету на сајтовима као што је Јутјуб или Џоукпит заувек је променило стендап комедију пружајући свим комичарима бесплатну „дворану” у којој могу да наступају кад год то пожеле, те да свој рад прикажу целом свету и тако лакше стекну популарност на глобалном нивоу.